# Erich Lossie
Erich Lossie (* 11. Juni 1886 in Lübbecke; † 2. November 1944 in Bielefeld) war ein deutscher Bildhauer.
Erich Lossie kam nach dem Tod seines Vaters Adolf Lossie als Sechsjähriger nach Bielefeld. Dort schloss er 1904 eine Lehre als Bildhauer und Stuckateur ab. Nach einem Besuch der Kunstgewerbeschule Hannover arbeitete er für einige Zeit in Bielefeld. An der Fachschule der Malerinnung, wo er die Abendkurse bei Ludwig Godewols belegte, lernte er Peter August Böckstiegel kennen.
1908 setzte Lossie seine künstlerische Ausbildung fort, zunächst bis 1911 an der Kunstgewerbeschule Hamburg, danach bis 1914 als Schüler des Bildhauers Hans Perathoner an der Handwerker- und Kunstgewerbeschule Bielefeld. Dort war er aktiv beim Aufbau des Gips-Modells des Leineweberdenkmal beteiligt. Als das Modell halbtrocken bewegt wurde, brach es zusammen, begrub Lossie unter sich und verletzte ihn so schwer, dass er zeitlebens körperlich beeinträchtigt blieb. 1915 wurde Lossie zum Kriegsdienst eingezogen, wegen seines Fußleidens jedoch wieder entlassen. Er arbeitete einige Zeit in Berliner Bildhauer-Werkstätten, bevor er 1917 sein eigenes Atelier in Bielefeld eröffnete. Ende 1919 gründete er dort zusammen mit Hermann Freudenau (1883–1966), Heinz Leverenz (1890–1939) und Herbert Behrens-Hangeler (1898–1981) die Künstlergemeinschaft „Der Wurf“. Aktiv war er seit 1909 auch in der Künstlergruppe „Rote Erde“, zusammen mit Böckstiegel, Leverenz, Victor Tuxhorn (1892–1964) und Ernst Sagewka (1883–1959).
In Bielefeld wurde er für seine schlanken und in gelängten Proportionen dargestellten Menschenfiguren mit glatten Oberflächen bekannt. Neben solchen Skulpturen gestaltete er Grabmale, Brunnen und Gedenksteine. Im öffentlichen Raum ist u. a. eine Ehrentafel für gefallene Soldaten des Ersten Weltkrieges im Helmholtz-Gymnasium erhalten geblieben. Daneben haben sich Porträtbüsten und freie Arbeiten erhalten.
1934 besuchte Lossie seinen Freund Peter August Böckstiegel in dessen Domizil in Arrode. Böckstiegel schrieb über den körperlichen Zustand Lossies in einem Brief: „Trotz seiner 48 Jahre ein Greis von 60 Jahren. So soll er mal ein paar Tage hier arbeiten, damit neuer Mut einzieht.“ So entstand eine Plastik Lossies von der Nichte Böckstiegels, Elsbeth Rossi.
Nach dem Tod seiner Mutter, in deren Haushalt er gelebt hatte, fand Lossie 1938 Aufnahme im Lutherstift Bielefeld. Dort verlor er bei dem Bombenangriff am 30. September 1944 all seinen persönlichen Besitz, darunter viele seiner Skulpturen und Fotografien sowie die Werkverzeichnisse. Lossie starb wenige Wochen später im Alter von 58 Jahren.

## Ausstellungen
- Erich Lossie – Bildhauer der „Bielefelder Moderne“, Neues Atelier des Peter-August-Böckstiegel-Hauses Arrode, 2014
- Westfälische Wege in die Moderne. Die Künstlergruppen „Rote Erde“ und „Der Wurf“, Museum Peter August Böckstiegel, Werther (Westf.), 15. Januar bis 23. April 2023[4]